# Psychotria owariensis
Psychotria owariensis là một loài thực vật có hoa trong họ Thiến thảo. Loài này được (P.Beauv.) Hiern miêu tả khoa học đầu tiên năm 1877.